# Eriachne glabrata
Eriachne glabrata là một loài thực vật có hoa trong họ Hòa thảo. Loài này được (Maiden) Hartley mô tả khoa học đầu tiên năm 1942.